# Иссечение клиторального капюшона
Иссечение клиторального капюшона (клиторидотомия) — уменьшение клиторального капюшона (препуция клитора). Представляет собой процедуру пластической хирургии для уменьшения размера клиторального капюшона, чтобы обнажить головку клитора.
Обычно выполняется как плановая косметическая операция, направленная на улучшение сексуального удовлетворения и изменение эстетического вида вульвы. Уменьшение капюшона клитора иногда проводится вместе с лабиопластикой, уменьшающей малые половые губы.
Иссечение клиторального капюшона проводят также при некоторых видах женского обрезания.

## Оперативные вмешательства

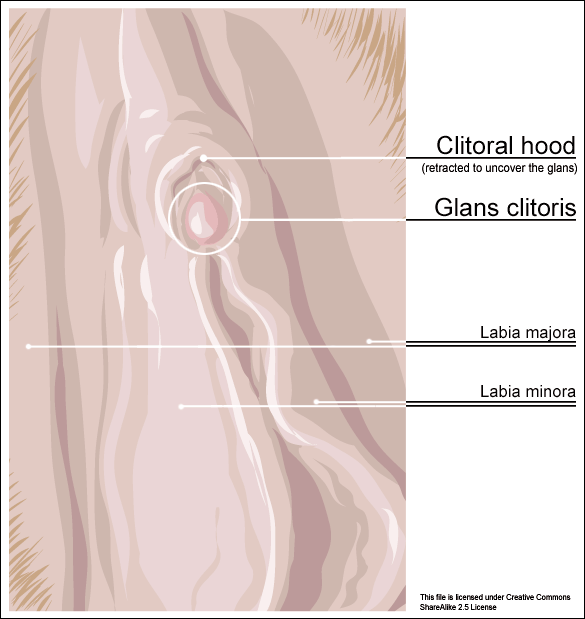
Pudendum femininum: Внешняя анатомия вульвы: клитор, клиторальный препуций, большие и малые половые губы.

Одним из методов уменьшения капюшона клитора является двустороннее разрезание тканей крайней плоти, покрывающих головку клитора, с особым вниманием к сохранению головки по средней линии. Другой метод удаляет лишние складки ткани крайней плоти клитора с разрезами, параллельными длинной оси клитора.
Уменьшение капюшона клитора может быть включено в технику лабиопластики с расширенной клиновидной резекцией, при которой расширение наружных клиновидных секций применяется для уменьшения крайней плоти головки клитора. Тем не менее, иногда избыток кожи крайней плоти в центре капюшона клитора удаляют отдельными разрезами.

## Полученные результаты
Исследования показали высокий уровень удовлетворённости пациенток эстетическими изменениями вульвы после лабиопластики и низкий уровень медицинских осложнений.
В исследовании «Эстетическое уменьшение малых половых губ и капюшона клитора с использованием расширенной центральной клиновидной резекции» (2008 г.) сообщается, что из группы из 407 женщин 98 % были удовлетворены результатами уменьшения половых губ; что средний балл удовлетворённости пациентов составил 9,2 балла по 10-балльной шкале; 95 % женщин испытывали меньше дискомфорта в области половых органов; у 93 % женщин повысилась самооценка; что у 71 % улучшилось сексуальное функционирование; у 4,4 % женщин возникли медицинские осложнения.
В исследовании «Ожидания и опыт уменьшения половых губ: качественное исследование» (2007 г.) сообщается, что женщины, перенёсшие лабиопластику, возлагали большие надежды на устранение дискомфорта и боли в области лобка, улучшение косметического вида вульвы и улучшение сексуальной функции. У большинства женщин повысилась самооценка; тем не менее, в исследовании также сообщается, что психологическое консультирование перед операцией может лучше помочь предполагаемой пациентке, помогая ей сформировать реалистичные ожидания в отношении красоты её гениталий и психического состояния здоровья после такой процедуры.

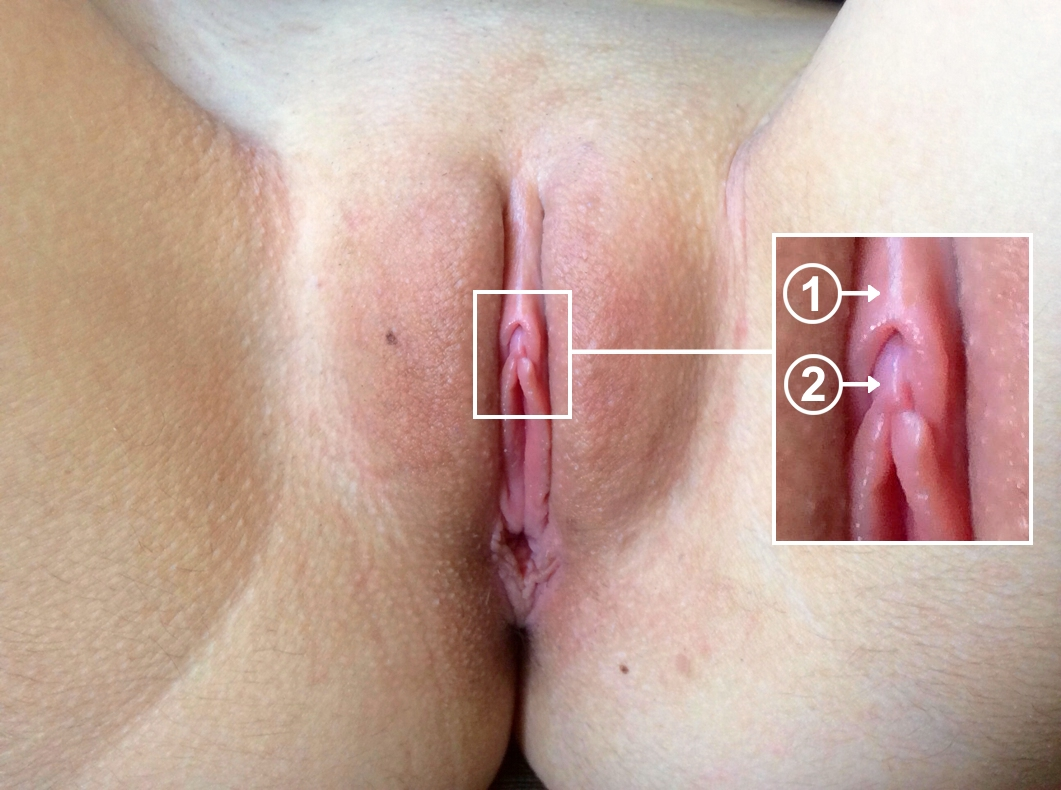
Наружные части клитора: капюшон (1) (крайняя плоть, препуций) и головка (2) клитора. Их расположение в наружных половых органах женщины
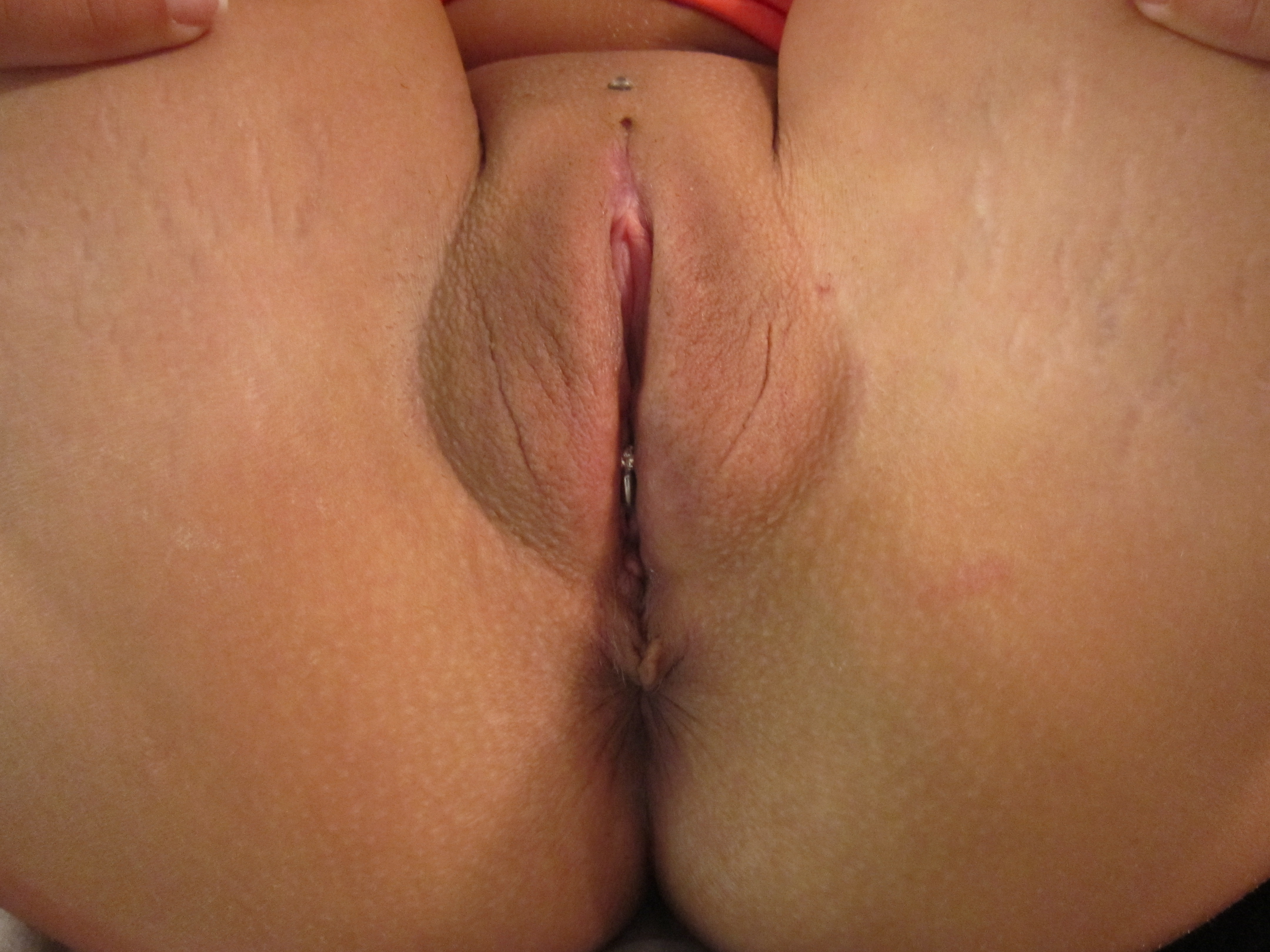
Лабиапластика с хирургическим обнажением клитора и пирсингом
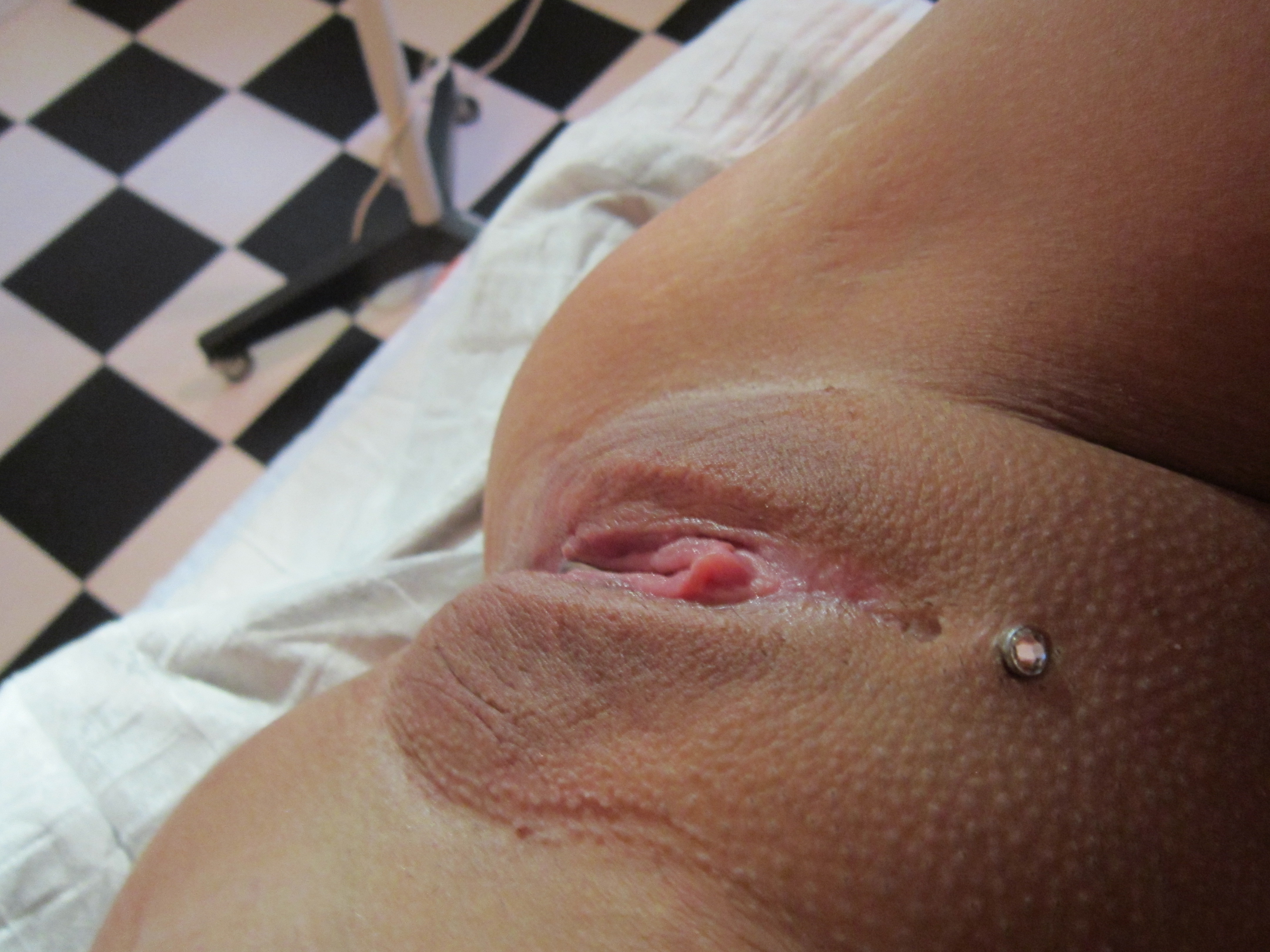

## Критика
Иссечение клиторального капюшона классифицируется Всемирной организацией здравоохранения как калечащая операция на женских половых органах (КОЖПО) типа 1А.
Американский колледж акушеров и гинекологов (ACOG) опубликовал мнение комитета № 378: «вагинопластика и косметические вагинальные процедуры», в котором сомневается в медицинской безопасности и терапевтической эффективности хирургических методов и процедур для выполнения вагинопластических операций, таких как лабиопластика, вагинопластика, и усиление точки G. Также документ рекомендует женщинам узнавать больше о потенциальном риске для здоровья.
Дорсальные нервы клитора проходят над клитором вдоль тела клитора. При уменьшении клиторального капюшона может произойти необратимое повреждение этих нервов.

## Галерея

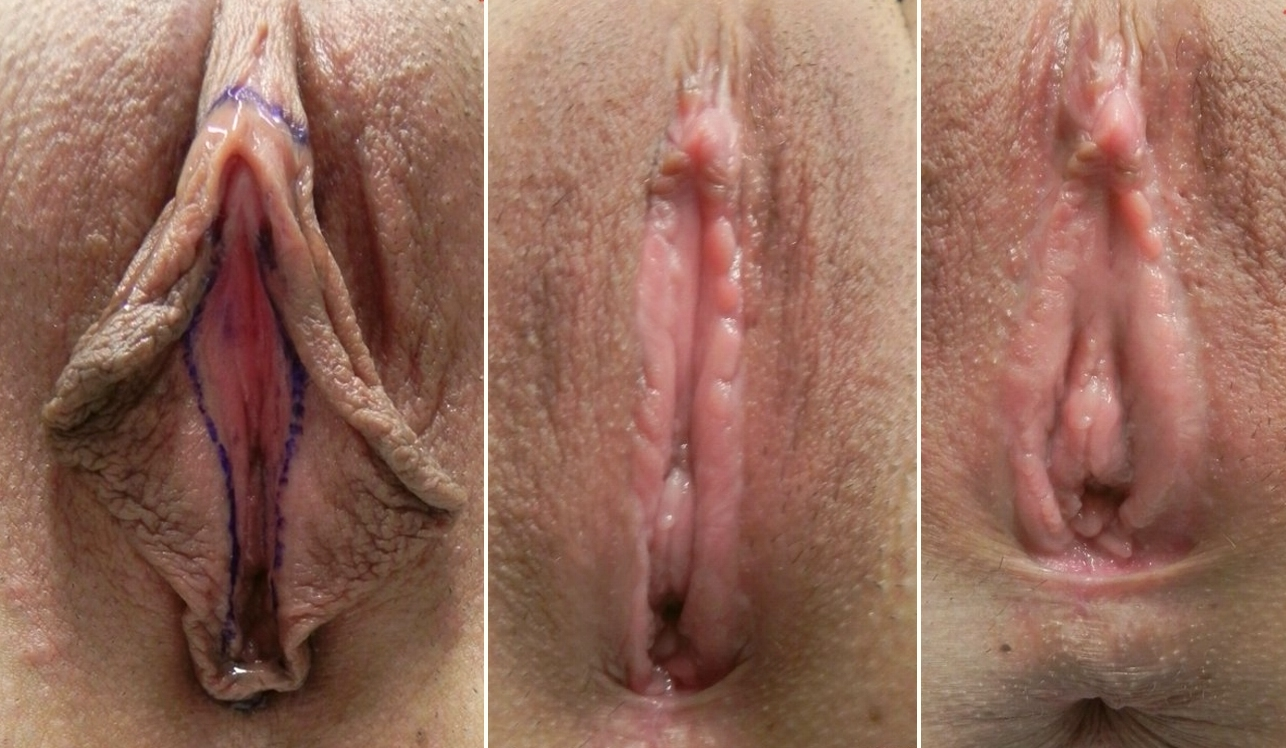
Полное иссечение малых половых губ и капюшона клитора

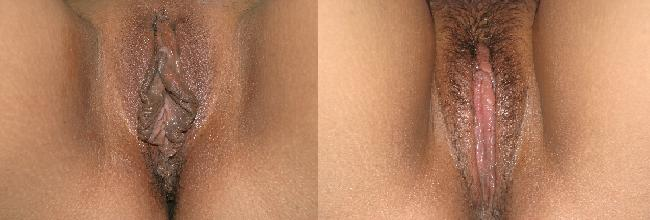

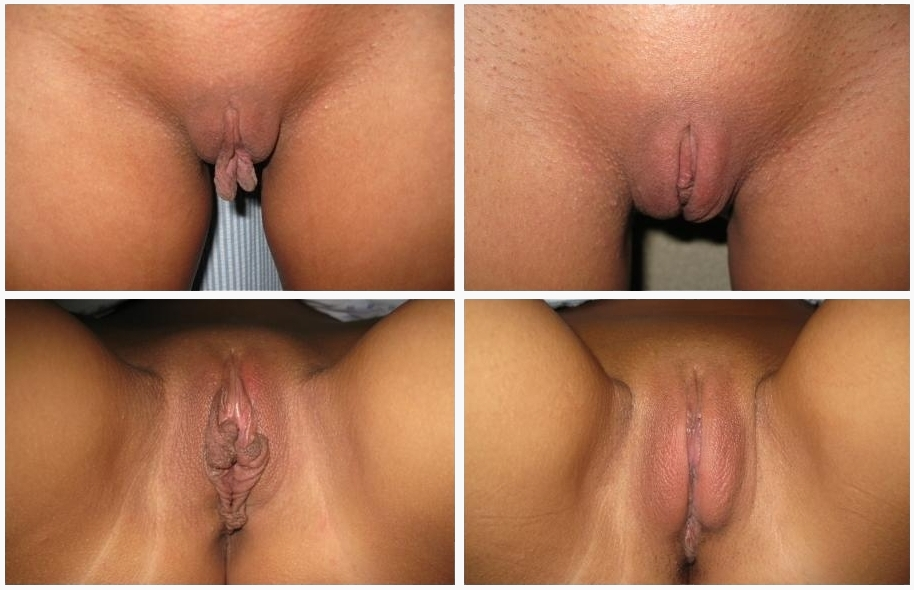
Хирургическое уменьшение малых половых губ и капюшона клитора